# كورت كوفمان
كورت كوفمان (بالإنجليزية: Curt Kaufman)‏ هو لاعب كرة قاعدة أمريكي، ولد في 19 يوليو 1957 في أوماها في الولايات المتحدة.